# Beata Arnborg
Karin Beata Christina Signeul Arnborg, ogift Signeul, född 5 september 1950, är en svensk författare och journalist.
Arnborg debuterade 1993 med Irland: tidernas ö, följd av Professor Vivi: den sagolika botanisten (2008), som handlade om Vivi Täckholm. Därefter kom Krig, kvinnor och gud (2010), en biografi över Barbro Alving. För den tilldelades hon Lotten von Kræmers pris 2011. Prissumman var på 150 000 svenska kronor.
Efter det skrev Arnborg Kerstin Thorvall. Uppror i skärt och svart (2013) och Se på mig! En biografi över Zarah Leander (2017). Hon har även varit redaktör för en jubileumsbok om Prins Eugens Waldemarsudde, En udde med utsikt (2005).

## Priser och utmärkelser
- 2011 – Lotten von Kræmers pris
- 2016 – Birger Schöldströms pris till stöd för litteratur- och personhistorisk forskning av Svenska Akademien.

### Fotnoter
1. ↑  ”Beata Arnborg”. Libris.kb.se. http://libris.kb.se/hitlist?q=Beata+Arnborg&r=&f=simp&t=v&s=rc&g=&m=25. Läst 10 juni 2012.
2. ↑  TT (28 september 2011). ”Beata Arnborg prisad av De Nio”. Dagens Nyheter. http://www.dn.se/dnbok/dnbok-hem/beata-arnborg-prisad-av-de-nio. Läst 10 juni 2012.